# Kanda (afstamming)
In het Kikongo betekent Kanda (meervoud makanda; voor 1700 was het enkelvoud dikanda of likanda) een sociale of analytische groep, maar wordt vaak toegepast op afstammingsgroepen of groepen van mensen die samen een factie, band of andere groep vormen. In documenten uit het Koninkrijk Kongo die in het Portugees zijn geschreven, of in oudere Portugese verslagen van Kongo, wordt kanda vaak vertaald met "geração" (familie of afstamming in het Portugees).

## Historisch gebruik
In vroeger tijden, voor ongeveer 1850, verwees de term waarschijnlijk naar elite-afstammingsgroepen of afstammingsgroepen (en hun cliënten en slaven) die het land regeerden. In het moderne gebruik van Kikongo, bijvoorbeeld in clanhistorieën of publicaties zoals Nkutama a mvila za makanda, verwijst het naar een matrilineaire afstammingsgroep. In deze literatuur wordt de kanda vaak geassocieerd met een mvila of clanleus, die in de vorm van een opschepping of andere identiteitverklaring is, evenals met een kinkulu, een geschiedenis van de migraties van de clan.

## Regerende kandas van Kongo
Gedurende de geschiedenis heeft de koninklijke familie vertakkingen gehad die vaak met elkaar vochten over de opvolging van het koninkrijk. Hoewel deze vertakkingen waarschijnlijk kanda werden genoemd, waren ze strikt genomen geen afstammingsgroepen, aangezien ze soms rond twee broers gevormd werden. In de 16e eeuw en later werden de kandas van het koninkrijk vaak aangeduid als huizen, zo werd de Nlaza van Kanda ook wel het Huis Kinlaza genoemd.
De heersende kandas waren vrij kortlevend en onstabiel voor de late 17e eeuw, hoewel er huizen waren die opvielen, zoals de Nsaku, die Mbata regeerden, of de huizen Kwilu en Nsundi (beide geografische namen in plaats van stamgroepsnamen). In de vroege tot midden 17de eeuw begonnen de heersende kandas echter geleidelijk vaste divisies te worden. Drie werden erkend volgens de traditie van het vroege 18e eeuw, namelijk de Kinlaza, Kimpanzu en Kikanga a Mvika. Terwijl de Kikanga a Mvika werd vernietigd toen haar leden probeerden Garcia II (van de Kinlaza) omver te werpen in 1656–57, werden de andere twee permanente tegenstanders over de troon en werden ze constant genoemd in documenten door de 18de eeuw heen. Op sommige plaatsen bleef de identificatie met deze kandas voortbestaan in de traditie tot de 20e eeuw, maar in de meeste gevallen splinterden ze in de 19e eeuw in veel meer groepen.
Andere mogelijke kandas (hoewel de term niet voor hen werd gebruikt) zijn enkele families die Portugese achternamen droegen en deze patrilineair doorgaven. Bijvoorbeeld, de da Silvas, de Castros en combinaties van deze twee regeerden in Mbamba en later in Soyo vanaf de vroege 17de eeuw, terwijl de Agua Rosadas eind 17de eeuw opkwamen uit afstammelingen van de Kimpanzu en Kinlasa (Pedro IV van Kongo en zijn broers waren de eerste vertegenwoordigers van deze kanda). Bronnen uit de 18de eeuw gaven aan dat de Leão, een kin-groep opgericht door koningin Ana Afonso de Leão en haar neven, bleef voortbestaan als een permanente groep, net als latere opkomende groepen zoals Romano Leite. Het is onduidelijk hoe deze genoemde groepen werkten binnen het systeem van verwantschap en afstamming dat door kandas werd gedefinieerd, die, zoals het lijkt, groter en flexibeler waren.